# Bon Jovi (álbum)
Bon Jovi es el álbum debut de la banda estadounidense de rock Bon Jovi, publicado por Mercury Records el 21 de enero de 1984. Se grabó en los estudios Power Station de Nueva York, propiedad de Tony Bongiovi —primo lejano de Jon Bon Jovi—, quien se encargó de producirlo. Tres de las pistas del álbum ya estaban escritas y/o grabadas antes de la formación de la banda: «Shot Through The Heart» la escribieron Jon Bon Jovi y Jack Ponti en 1979 cuando tocaban en The Rest, «Runaway» (1980) es autoría de Jon Bon Jovi y George Karak, y «She Don't Know Me» (1981) es una composición de Mark Avsec que les fue cedida por MCA, y se diferencia por ser la única que no está escrita por ninguno de los miembros del grupo.
El álbum llegó al puesto 43 de la lista Billboard 200, al 71 del UK Albums Chart y al 38 del Oricon Albums Chart. Posteriormente, cuando la banda saltó a la fama internacional con el álbum Slippery When Wet en 1986, Bon Jovi alcanzó el número 18 de la lista en Finlandia y Nueva Zelanda, el 24 en España y el 39 en Australia, además obtuvo el disco de platino en los Estados Unidos y Suiza, el disco de oro en Canadá y Hong Kong, y el de plata en el Reino Unido. Por otra parte, la revista Kerrang! lo incluyó en el puesto 11 de su lista de los 20 mejores álbumes de rock de 1984.

## Antecedentes
John Francis Bongiovi era un muchacho del barrio de Sayreville (Nueva Jersey, Estados Unidos), que en 1978 comenzó a actuar como vocalista en la banda escolar Atlantic City Expressway, junto con su amigo David Raschbaum. Cuando Raschbaum se marchó a estudiar al conservatorio Juilliard de Nueva York, Bongiovi se unió al grupo The Rest, fundado por el guitarrista Jack Ponti. A partir de entonces ambos comenzaron a escribir canciones, entre ellas «Shot Through The Heart», que posteriormente formaría parte del primer álbum de Bon Jovi. Sin embargo, la falta de interés por parte de las discográficas llevó a Ponti a disolver el grupo.

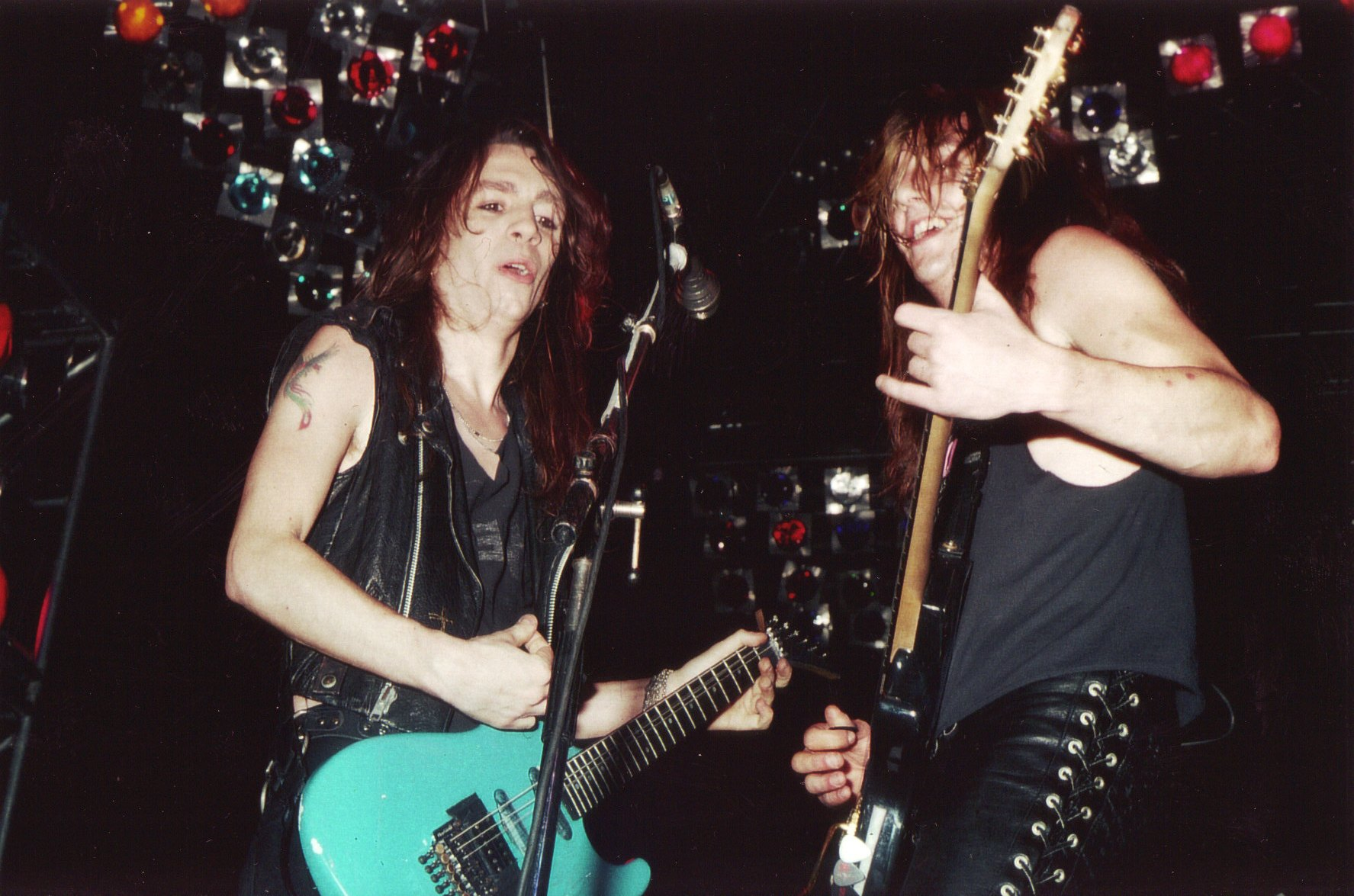
Dave Sabo (derecha) actuando con Skid Row en 1989.

En 1980 Bongiovi se trasladó a Nueva York para trabajar como conserje en los estudios Power Station, propiedad de su primo Tony Bongiovi. Su estancia allí le permitió trabajar en su propia música durante sus ratos libres, además de conocer a una serie de artistas —como Southside Johnny o Aldo Nova— con los que creó una red de amistades que le serían muy productivas. Durante ese tiempo estuvo tocando con distintos grupos en el circuito de clubes de Nueva York, como The Lechers o The Wild Ones —en la que coincidió con Raschbaum—. En 1982 el vocalista reunió a un elenco de músicos profesionales para grabar una serie de demos, entre los que se encontraban Tim Pierce en la guitarra, Roy Bittan en el teclado, Hugh McDonald en el bajo y Frankie LaRocka en la batería. Aunque las demos no lograron llamar la atención de ninguna discográfica, el tema «Runaway» se incluyó en un recopilatorio de artistas locales, que fue reproducido en la emisora neoyorquina WAPP. La canción pronto se convirtió en un éxito radiofónico y se extendió rápidamente por emisoras de todo el país. Esto llamó la atención de discográficas como Atlantic o PolyGram, y el roquero llegó a un acuerdo con esta última para firmar su primer contrato, como solista, el 1 de julio de 1983. Si bien a la discográfica no le gustaba su apellido por sonar demasiado italiano, así que le recomendaron adoptar un nombre artístico; en un principio le sugirieron nombres como Jhonny Lightning o Victory, pero él prefirió adaptar su apellido a su gusto y llamarse simplemente Jon Bon Jovi. Para formar su banda regresó a los clubes y reclutó a su viejo amigo, el teclista David Raschbaum, luego al bajista Alec John Such, al baterista Tico Torres y al guitarrista Dave Sabo, que pronto fue sustituido por Richie Sambora. Aunque se barajaron otros nombres, finalmente aceptaron la sugerencia de Pamela Maher (empleada del mánager Doc McGhee), que les propuso llamarse Bon Jovi.

## Grabación y producción

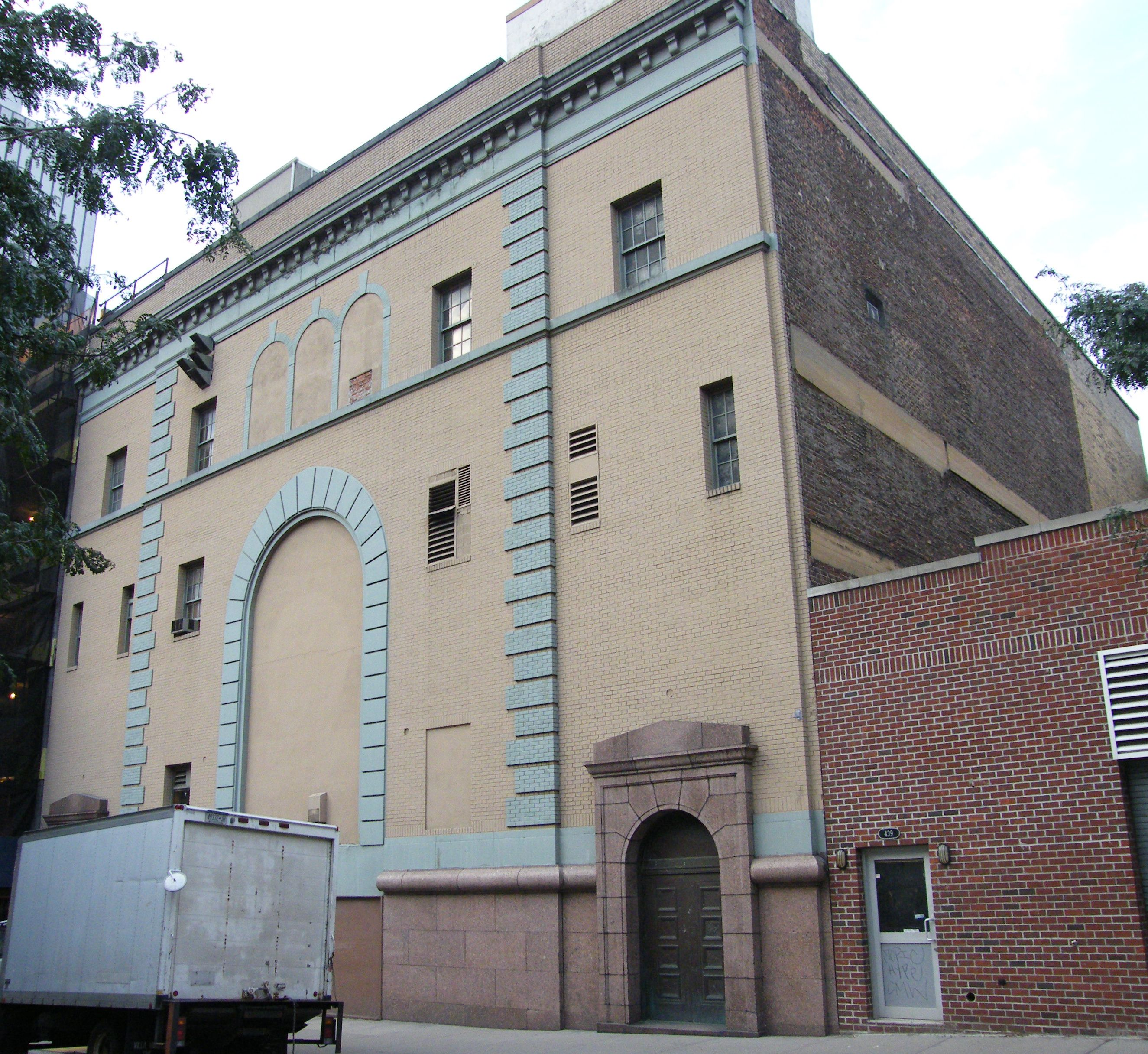
Los estudios Power Station en los que Jon Bon Jovi trabajó.

Tras llegar a un acuerdo con la compañía McGhee Entertainment, liderada por los mánagers de Mötley Crüe, Doc McGhee y Doug Thaler, Bon Jovi se puso a trabajar en su álbum debut, cuya grabación se realizó en los estudios Power Station de Nueva York (Estados Unidos). Tony Bongiovi se encargó de la producción, Obie O'Brien de la mezcla y Ryan Smith de la masterización. Siete de las pistas del disco eran grabaciones nuevas, pero las otras dos eran considerablemente más antiguas; tomaron la decisión de incluir la versión original de «Runaway», mientras que «She Don't Know Me» era una pista compuesta por Mark Avsec que en 1981 formó parte del primer álbum de Fair Warning y, en 1982, también apareció en el disco Powers Of The Night de The Grass Roots, pero la discográfica MCA –que por aquel entonces tenía acuerdos de distribución con PolyGram, que controlaba Mercury Records– decidió cedérsela a Jon Bon Jovi. Esta canción tiene la particularidad de ser la única de Bon Jovi que no está escrita por ninguno de sus miembros, y se grabó en 1982 con Hugh McDonald en el bajo, Aldo Nova en los teclados y Chuck Burgi en la batería. En 1984 fue presuntamente plagiada por Franke & The Knockouts e incluida en su tercer álbum Makin The Point bajo el título «You Don't Want Me (Like I Want You)», con Tico Torres en la batería. También se agregó el tema «Shot Through The Heart», coescrito años atrás por Jon Bon Jovi y Jack Ponti mientras formaban parte de The Rest. Cabe señalar que, cuando la última banda de Ponti (Surgin) firmó con Capitol Records en 1985, incluyeron una versión propia en su álbum When Midnight Comes.

## Música

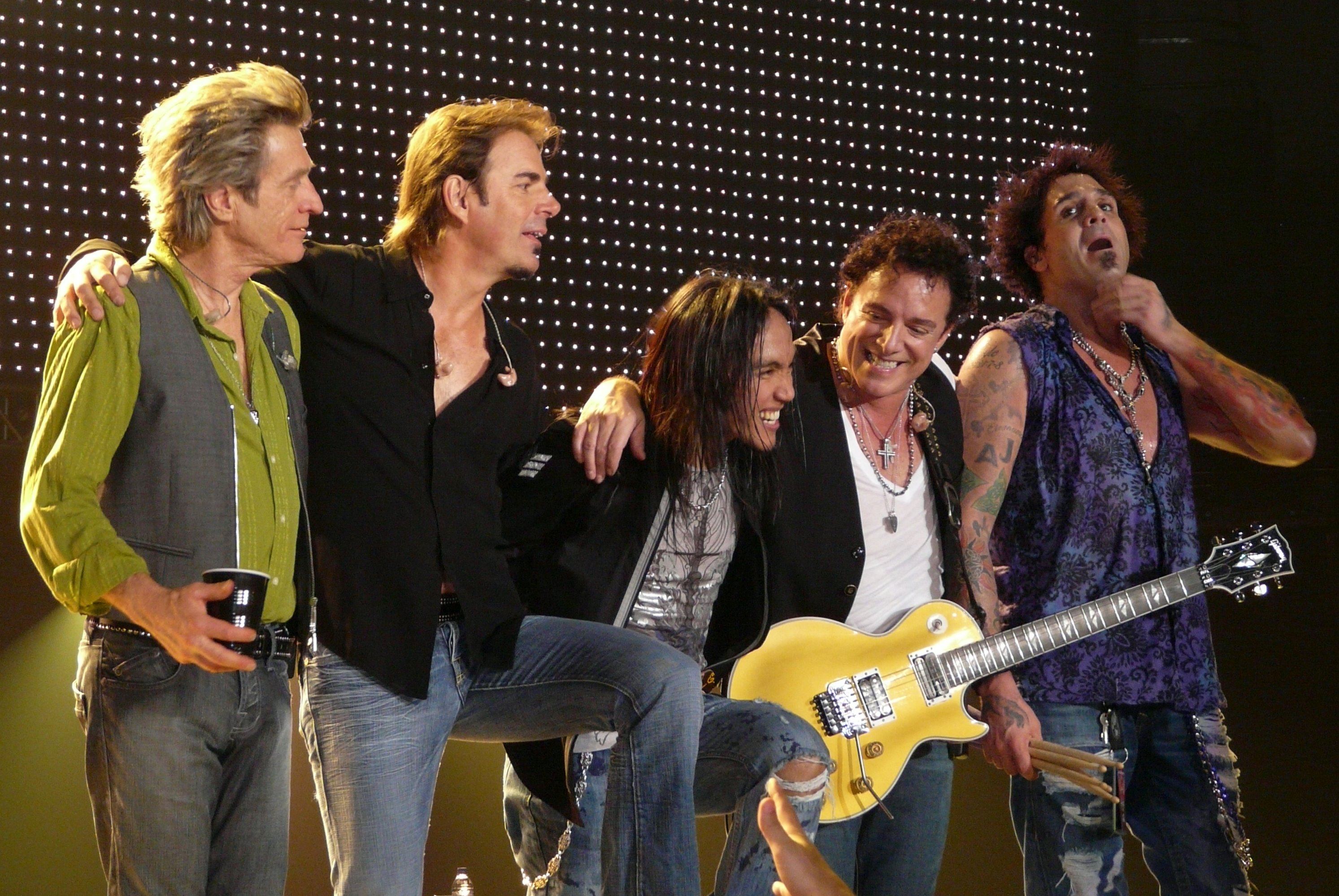
Journey fue una de las influencias de Bon Jovi en su primer álbum.

A diferencia de otras bandas de hard rock de la época, que hablaban sobre «sexo, drogas y rock n' roll», Bon Jovi prefirió decantarse por historias de amor y lucha en la vida real, con las que los adolescentes de la época pudieran sentirse identificados. El álbum mezcla rock al estilo Journey con himnos de arena rock y estribillos pop. El disco comienza con «Runaway», coescrita junto con George Karak en 1980, es una canción de rock pegadiza que se apoya fuertemente en los teclados y posee un  riff de sintetizador al estilo «Hold the Line» de Toto. Según Jon Bon Jovi «es la historia de unos adolescentes que se pasan el día en la calle haciendo cosas ilícitas para ganarse la vida. Yo observaba a esos adolescentes mientras caminaba desde la parada del bus al estudio de grabación. Afortunadamente yo no tuve que aprender a sobrevivir, me bastó con aprender a componer y tocar. Tuve más suerte que aquellos chicos.»
«Roulette» es una pista de estilo AOR más dura que su predecesora, con un riff de guitarra que le da más peso a la canción. «Shot Through The Heart» es uno de los muchos temas del álbum que tratan sobre la angustia y la traición, posee unos coros potentes y una letra emotiva y lacrimosa, además su melodía es similar en estructura e idea a «Runaway», pero enfocada a un público más amplio. Por su parte, «Love Lies» es una power ballad oscura basada en piano coescrita por David Rashbaum y Jon Bon Jovi, que insiste en hablar de angustia y desamor. «Breakout» se apoya en la batería y el sintetizador para ofrecer un sonido potente, acompañado de unos coros típicos de Bon Jovi. «Burning for Love» es un tema roquero y comercial donde destaca el trabajo de Sambora en la guitarra. Le sigue «Come Back», una pista de glam metal que nuevamente habla de desamor. Finalmente el álbum cierra con «Get Ready», una canción de rock and roll con aire festivo de las que caracterizan a Bon Jovi.

## Lanzamiento y recepción comercial

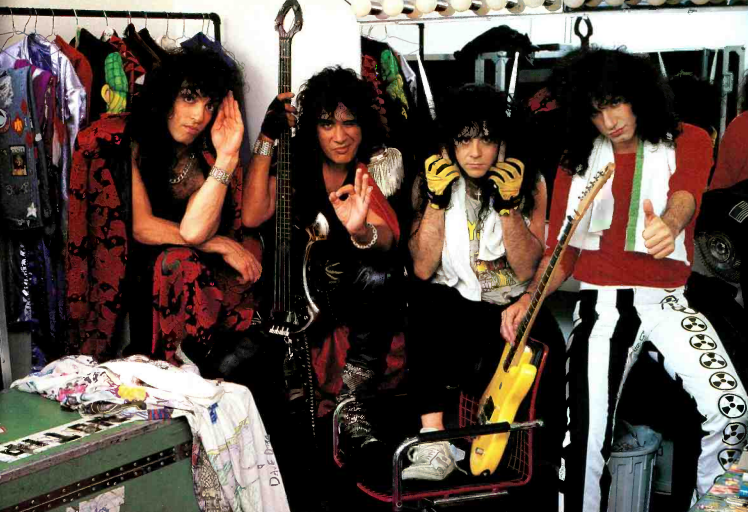
Kiss, una de las bandas a las que acompañó Bon Jovi en su primera gira.

Inicialmente el nombre del álbum iba a ser Tough Talk (en español: «Discurso Duro»), sin embargo, PolyGram les convenció de que un título homónimo era la mejor opción. El álbum se lanzó el 21 de enero de 1984, luciendo una portada diseñada por Geoffrey Thomas. Aunque no obtuvo grandes ventas, estas superaron las expectativas dada la escasa promoción del álbum y el hecho de ser una banda debutante. La mayor cifra de ventas la lograron en los Estados Unidos, con 300 000 copias vendidas en el primer año, además de alcanzar el número 43 de la lista Billboard 200. En tierras británicas, el cameo de Aldo Nova en los teclados del sencillo «She Don't Know Me» atrajo a compradores interesados en el músico (Nova se había convertido en una especie de artista de culto en Gran Bretaña tras la publicación de su álbum homónimo en 1982), y el disco entró al número 71 de la lista. También tuvo una buena acogida en Japón y en Australia, donde alcanzó los puestos 38 y 39 respectivamente. En España se posicionó entre los 24 primeros, gracias en gran parte al apoyo de Joaquín Luqui, director de la emisora de radio Los 40 Principales, quien apoyó y promocionó a la banda desde sus inicios. Tras el éxito mundial del álbum Slippery When Wet en 1987, la fama del grupo provocó que las ventas de sus dos primeros álbumes se dispararan, especialmente en los Estados Unidos, donde vendió más de un millón de ejemplares y obtuvo el disco de platino. Ese mismo año también alcanzó el disco de oro en Canadá, en 1989 hizo lo propio en Hong Kong, en 1992 obtuvo otro platino en Suiza y en 2013 se hizo con el disco de plata en el Reino Unido. En cuanto a los sencillos, «Runaway» alcanzó el número 39 del Billboard Hot 100 y se mantuvo durante trece semanas en la lista. El otro sencillo, «She Don't Know Me», llegó al puesto 48 y logró mantenerse once semanas en el Hot 100. Posteriormente también se lanzó «Burning for Love» como sencillo exclusivo para Japón, pero no llegó a entrar en la lista. Por último, la revista Kerrang! lo incluyó en el 11.º puesto de su lista de los 20 mejores álbumes de rock de 1984.

## Gira y conciertos
A principios de 1984, antes de la salida del álbum, la banda comenzó ofreciendo algunos conciertos, destacando su apertura para ZZ Top en el Madison Square Garden; en ese concierto Alec John Such salió al escenario con una pistola y apuntó al público. Al finalizar la actuación fue detenido por la policía, pero finalmente todo se saldó con una multa y la promesa de no volver a hacerlo. La gira oficial Bon Jovi Tour dio comienzo el 21 de abril de 1984. Primero fueron teloneros de Scorpions en su gira Love at First Sting por Norteamérica, y posteriormente acompañaron a Kiss en su Animalize World Tour por Europa, que se desarrolló principalmente en el Reino Unido y —en menor medida— en Alemania. Antes de pisar el Viejo Continente, Bon Jovi viajó a Japón —un país que había abrazado el álbum debut más que la mayoría— para participar en la minigira Super Rock 84' junto con Whitesnake y Scorpions, donde actuaron en Nagoya, Fukuoka y Osaka. La gira concluyó el 4 de noviembre en los Países Bajos.

## Canciones del álbum
| N.º   | Título                   | Duración |  |
| 1.    | «Runaway»                | 3:53     |  |
| 2.    | «Roulette»               | 4:41     |  |
| 3.    | «She Don't Know Me»      | 4:00     |  |
| 4.    | «Shot Through the Heart» | 4:25     |  |
| 5.    | «Love Lies»              | 4:10     |  |
| 6.    | «Breakout»               | 5:23     |  |
| 7.    | «Burning for Love»       | 3:54     |  |
| 8.    | «Come Back»              | 4:00     |  |
| 9.    | «Get Ready»              | 4:08     |  |
| 38:33 |                          |          |  |

| Edición especial japonesa de 1998 (disco 2) |                                                                      |          |  |
| N.º                                         | Título                                                               | Duración |  |
| 1.                                          | «Runaway» (interpretada en vivo en Le Zenith en 1988)                | 5:04     |  |
| 2.                                          | «Roulette» (interpretada en vivo en el BBC Friday Rock Show)         | 5:36     |  |
| 3.                                          | «Shot Through the Heart» (interpretada en vivo en Japón en 1985)     | 6:34     |  |
| 4.                                          | «Burning for Love» (interpretada en vivo en Japón en 1985)           | 5:26     |  |
| 5.                                          | «Get Ready» (interpretada en vivo en Japón en 1985)                  | 7:04     |  |
| 6.                                          | «Breakout» (interpretada en vivo en la gira Super Rock '84 de Japón) | 6:12     |  |
| 7.                                          | «Runaway» (interpretada en vivo en la gira Super Rock '84 de Japón)  | 5:25     |  |

| Edición especial de 2010 |                                                                      |          |  |
| N.º                      | Título                                                               | Duración |  |
| 10.                      | «Runaway» (interpretada en vivo en Le Zenith en 1988)                | 5:18     |  |
| 11.                      | «Roulette» (interpretada en vivo en el BBC Friday Rock Show)         | 5:39     |  |
| 12.                      | «Breakout» (interpretada en vivo en la gira Super Rock '84 de Japón) | 6:26     |  |
| 13.                      | «Get Ready» (interpretada en vivo en Japón en 1985)                  | 7:04     |  |

## Formatos
| Año  | Formato              | Descripción |
| ---- | -------------------- | --- |
| 1984 | Vinilo               | Incluye las 9 pistas originales del álbum. |
| 1984 | Cartucho de 8 pistas | Incluye las 9 pistas originales del álbum. |
| 1984 | Casete               | Incluye las 9 pistas originales del álbum. |
| 1984 | CD                   | Incluye las 9 pistas originales del álbum. |
| 1998 | CD                   | Edición especial remasterizada para Japón. Contiene dos CD, el primero con las 9 canciones del álbum y el segundo con 7 temas en vivo.                                                                                             |
| 1998 | CD                   | Edición remasterizada de la serie The Bon Jovi Remasters. Contiene las 9 canciones del álbum. |
| 2010 | CD (SHM-CD)          | Edición especial remasterizada de la serie Tour Edition. Contiene las 9 canciones del álbum y 4 temas en vivo. Se vendió tanto por separado como con la caja Tour Box, que incluía toda la discografía de la banda hasta 2009.     |
| 2016 | Vinilo               | Edición remasterizada de la caja recopilatoria The Albums. Contiene las 9 canciones del álbum. Se vendió tanto por separado como con la caja The Albums, que incluía toda la discografía de la banda y de Jon Bon Jovi hasta 2016. |
| 2020 | Digital (FLAC)       | Edición digital en formato FLAC de 24bit-96kHz. Contiene las 9 canciones del álbum. |

## Posicionamiento en las listas

### Semanales
| Listas (1984-1987)             | Posición |
| ------------------------------ | -------- |
| Australia (ARIA)               | 39       |
| España (AFYVE)                 | 24       |
| Estados Unidos (Billboard 200) | 43       |
| Finlandia (SVL)                | 18       |
| Japón (Oricon)                 | 38       |
| Nueva Zelanda (RIANZ)          | 18       |
| Reino Unido (UK Albums Chart)  | 71       |

### Anuales
| Listas (1984)                             | Posición |
| ----------------------------------------- | -------- |
| Estados Unidos (Billboard Top Pop Albums) | 58       |
| Listas (1987)                             | Posición |
| Estados Unidos (Billboard Top Pop Albums) | 76       |

## Certificaciones
| País                                        | Certificación | Ventas por certificado | Fecha certificación |
| ------------------------------------------- | ------------- | ---------------------- | ------------------- |
| Canadá (CRIA)                               | Oro           | 50.000                 | 31 de marzo de 1987 |
| Estados Unidos (RIAA)                       | Platino       | 1.000.000              | 14 de abril de 1987 |
| Hong Kong (IFPI Hong Kong)                  | Oro           | 10.000                 | 1989                |
| Reino Unido (BPI)                           | Plata         | 60.000                 | 22 de julio de 2013 |
| Suiza (IFPI Suiza)                          | Platino       | 50.000                 | 1992                |
| Ventas totales por certificación: 1.170.000 |               |                        |                     |